# Schneider Hills
Schneider Hills är en kulle i Antarktis. Den ligger i Östantarktis. Argentina och Storbritannien gör anspråk på området. Toppen på Schneider Hills är 640 meter över havet.
Terrängen runt Schneider Hills är platt åt sydväst, men åt nordost är den kuperad. Trakten är obefolkad. Det finns inga samhällen i närheten.